# 皮德利斯內 (切爾尼戈夫州)
51°9′14″N 31°7′22″E / 51.15389°N 31.12278°E
皮德利斯涅（羅馬化：Pidlisne）是位於烏克蘭北部切爾尼希夫州裏切爾尼希夫區的村莊，始建於1666年，面積4.19平方公里，海拔高度119米，2001年人口994，人口密度每平方公里237.5人。